# Franklin D. Roosevelt et les droits civiques
Cet article traite de la gestion par Franklin D. Roosevelt de la question des droits civiques durant sa présidence, qui s'étale de 1933 à 1945.

## Décret présidentiel 8802

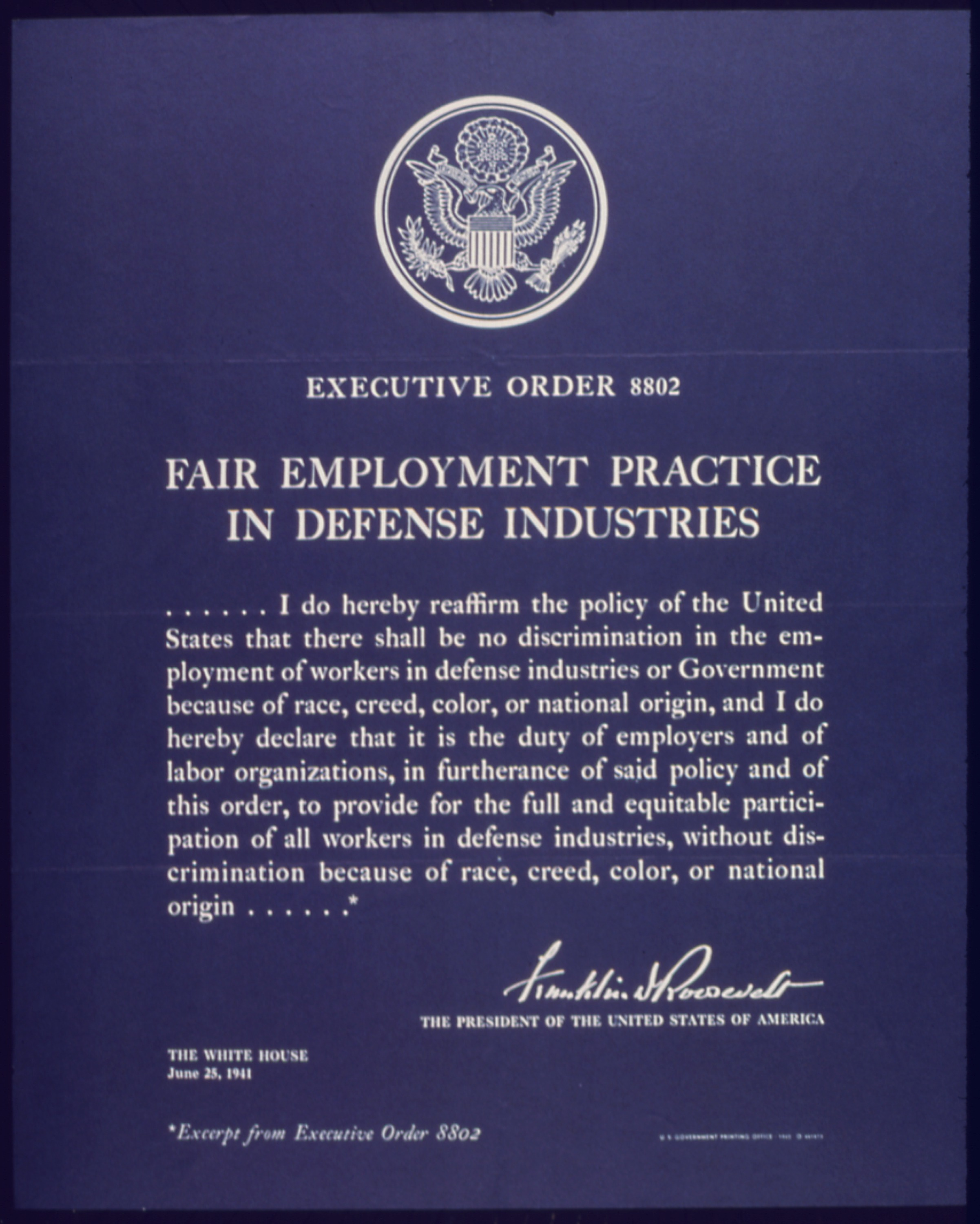
Décret Présidentiel no 8802 : Équité des pratiques d'embauches dans l'industrie de la défense.

En juin 1941, Roosevelt émis le décret présidentiel 8802, instituant le Comité des pratiques d'emploi équitables (FEPC). Ce fut la décision fédérale la plus importante en faveur des droits des Afro-Américains entre la Reconstruction et le Civil Rights Act de 1964. Ce décret présidentiel statuait que le gouvernement fédéral n'embauchait pas une personne sur la base de la race, la couleur, la croyance, ou l'origine nationale. Le FEPC appliqua cette ordonnance contre la discrimination à l'embauche au sein du gouvernement fédéral et dans les entreprises sous contrats fédéraux. Ceci résulta en l'accès à de meilleurs emplois et de meilleurs salaires pour des millions de noirs et de femmes.
La guerre amena la question raciale sur le devant de la scène. L'Armée et la Marine avaient mis en place une politique de ségrégation depuis la Guerre Civile. Mais en 1940, le vote afro-américain s'orienta largement vers les démocrates au dépit des républicains. De plus des leaders afro-américains, comme Walter Francis White de la NAACP et T. Arnold Hill de la Ligue Urbaine étaient reconnu comme faisant partie de la coalition soutenant Roosevelt. En juin 1941, à la demande du syndicaliste afro-américain A. Philip Randolph,  Roosevelt signa le décret instituant le Comité des Pratiques d'Emploi Équitables et l'interdiction de politique discriminatoires par une agence gouvernementale, y compris pour les forces armées. Dans la pratique, les différents services, en particulier la Navy et les US Marines, trouvèrent des façons de contourner cet ordre : le Corps des Marines est resté uniquement blanc jusqu'en 1942. En septembre 1942, Roosevelt décida de son propre chef de rencontrer une délégation de leaders afro-américains, exigeants la pleine intégration dans les forces armées, y compris le droit de servir dans des postes de combat et dans la Navy, le Marine Corps et de l'US Army Air Forces. Roosevelt approuva, mais ne fit ensuite rien pour mettre en œuvre sa promesse. Il fallut attendre son successeur, Harry S. Truman, pour abolir la ségrégation dans les forces armées.

## Décret présidentiel 9066

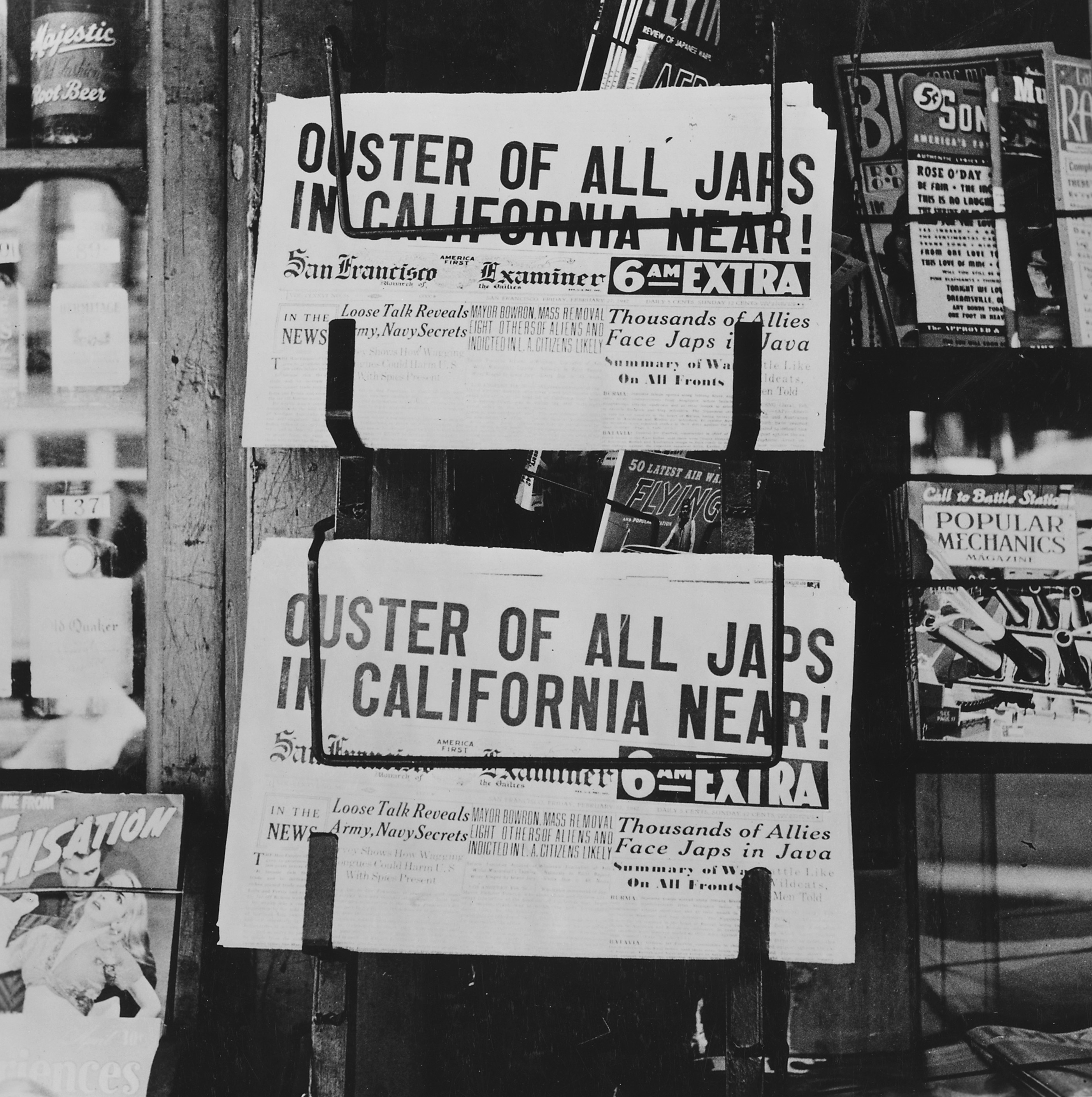
L'opinion publique était furieuse contre les Nippo-Américains pour avoir déclenché la guerre.

Suivant le déclenchement de la Guerre du Pacifique, le Ministère de la Guerre exigea que tous les ressortissants d'un pays ennemi et les citoyens japonais-américains soient retirés des zones de guerre sur le front ouest. La question se posa donc de savoir comment emprisonner environ 120 000 personnes de citoyenneté japonaise et américaine, vivant en Californie. Le 11 février 1942, Roosevelt rencontra le Secrétaire de la Guerre Stimson, qui le persuada d'approuver une évacuation immédiate forcée. Roosevelt consulta des documents secrets, disponibles à lui seul : les Japonais des Philippines avaient collaboré avec les troupes d'invasion japonaises ; les Japonais de Californie avaient été de fervents partisans du Japon dans la guerre contre la Chine. Des preuves d'espionnage furent compilées par des cryptanalystes concernant des messages chiffrés envoyés au Japon par des agents en Amérique du Nord et à Hawaï avant et après Pearl Harbor. Ces câbles MAGIC étaient secrets sauf pour ceux au plus au niveau d'habilitation, comme Roosevelt, de peur que les Japonais découvrent le déchiffrement et modifient leur code. C'est le 19 février 1942 que Roosevelt signa le décret 9066 demandant au Secrétaire de la Guerre et commandants militaires de désigner des zones militaires dans lesquelles un individu ou l'ensemble des personnes peuvent être exclues. Roosevelt libéra les prisonniers Japonais en 1944. Le 1er février 1943, lors de l'activation de la 442e Regimental Combat Team — une unité composée en grande majorité de citoyens américains d'origine japonaise vivant à Hawaii, il dit : « Aucun loyal citoyen des États-Unis ne devrait se voir refuser le droit démocratique d'exercer les devoirs de sa citoyenneté, quelles que soient ses origines. Le principe sur lequel ce pays a été fondé et par lequel il a toujours été régi est que l'américanisme est une question de cœur et d'esprit ; l'américanisme n'est pas, et n'a jamais été une question de race ou d'origine. »
Le ministre de l'intérieur Ickes fit pression sur Roosevelt tout au long de 1944 pour la libération des prisonniers nippo-américains, mais Roosevelt ne pris une décision qu'après l'élection présidentielle de novembre. Une lutte pour les droits civiques nippo-américains signifiait un combat avec des démocrates influents, l'Armée, et William Randolph Hearst et aurait mis en danger Roosevelt pour se faire réélire en Californie en 1944. Les détracteurs de Roosevelt pensent que ses actions ont été motivées en partie par la ségrégation raciale[réf. nécessaire]. En 1925, Roosevelt écrivait à propos de l'immigration Japonaise : « Les californiens ont justement, et avec des arguments raisonnables, protesté que les immigrants Japonais ne sont pas capables d'assimilation au sein de la population américaine... Quiconque a voyagé en Extrême-Orient sait que le mélange du sang asiatique avec du sang européen et américain produit, dans neuf cas sur dix, un résultat des plus malheureux. »
En 1944, la Cour Suprême soutint la légalité du décret présidentiel lors du cas Korematsu v. États-unis. Le décret resta en vigueur jusqu'en décembre de cette même année.

## Les relations avec la population juive
Certains de ses associés politiques les plus proches, dont Felix Frankfurter, Bernard Baruch et Samuel I. Rosenman, étaient juifs. Roosevelt nomma Frankfurter à la Cour Suprême, et Henry Morgenthau Jr fut le premier Juif à être nommé Ministre des finances. L'historienne Doris Kearns Goodwin démontre que les nominations de FDR à des postes de hauts fonctionnaires favorisaient des juifs (15 % des nominations à des postes clefs, à une période où 3 % de la population des États-Unis était de confession juive) ce qui faisait de Roosevelt le sujet de critiques fréquentes. The White Knight publia dans son édition d'août 1936 un article renommant en « Jew Deal » le New Deal. Des essais tel que « What Every Congressman Should Know » (« Ce que tous les membres du congrès devraient savoir ») en 1940 (montrant un dessin du Capitole avec une étoile de David au sommet de son dôme) proclamèrent que les Juifs contrôlaient le gouvernement. Financier et confident de FDR, Bernard Baruch était surnommé le « Président officieux » dans la littérature antisémite de l'époque. La revue Liberation par exemple, accusa Roosevelt de ne remplir son gouvernement que de juifs.
Au cours de son premier mandat, Roosevelt condamna la persécution des Juifs allemands par Hitler. Alors que l'exode des Juifs d'Allemagne augmenta après 1937, Roosevelt fut contacté par des organisations juives américaines et des membres du congrès afin de permettre à ces réfugiés de s'installer aux États-Unis. Au début, il suggéra que ces réfugiés soient « réinstallés » ailleurs, et suggéra le Venezuela, l'Éthiopie ou l'Afrique de l'Ouest, partout sauf aux États-Unis. Morgenthau, Ickes et Eleanor le pressèrent d'adopter une politique plus bienveillante, mais il avait peur de provoquer des hommes comme Charles Lindbergh qui exploitait l'antisémitisme comme un moyen d'attaquer les politiques mises en place par Roosevelt. Cela conduit à une augmentation des tensions.
En pratique, très peu de réfugiés juifs sont venus aux États-Unis : seulement 22 000 réfugiés allemands furent admis en 1940, et tous n'étaient pas juifs. L'agent du département d'État chargé de la question des réfugiés, Breckinridge Long, se tiendra à la lettre aux lois très restrictives concernant l'immigration. À titre d'exemple, en 1939, le département d'État sous Roosevelt refusa un bateau de Juifs fuyant les Nazis pour les États-Unis. Lorsque le navire de passagers Saint-Louis approcha de la côte de Floride avec près d'un millier de Juifs allemands fuyant la persécution sous le régime hitlérien à son bord, Roosevelt ne répondit pas aux télégrammes de passagers demandant l'asile, et le département d'État refusa l'entrée dans ses eaux au navire. Forcé de retourner vers Anvers, de nombreux passagers moururent finalement dans des camps de concentration.